# Oberstaufen
Oberstaufen es un municipio del distrito de Alta Algovia en el límite sur de Baviera, Alemania.
A diciembre de 2006 contaba con 7.307 habitantes.